# Ostnoimuti
Ostnoimuti (indonesisch Noimuti Timur) ist ein indonesischer Distrikt (Kecamatan) im Westen der Insel Timor.

## Geographie
| „Dorf“ (Desa) | Verwaltungssitz | Fläche   | Einwohner | Bevölkerungs- dichte |
| ------------- | --------------- | -------- | --------- | -------------------- |
| Naob          | Naob            | 15 km²   | 1.342     | 89                   |
| Haekto        | Haketo          | 31 km²   | 1.187     | 38                   |
| Manikin       | Maubam          | 5,5 km²  | 1.000     | 182                  |
| Kuaken        | Kuaken          | 4,27 km² | 618       | 145                  |

Der Distrikt befindet sich im Süden des Regierungsbezirks Nordzentraltimor (Timor Tengah Utara) der Provinz Ost-Nusa-Tenggara (Nusa Tenggara Timur). Westlich liegt der Distrikt Noimuti und nördlich Südbikomi (Bikomi Selatan). Im Süden grenzt Ostnoimuti an die Distrikte Ostamanuban (Amanuban Timur) und Fatukopa (beide im Regierungsbezirk Südzentraltimor) und im Osten an den Distrikt Rinhat (Regierungsbezirk Malaka).
Ostnoimuti hat eine Fläche von 55,77 km² und teilt sich in die vier Desa Naob im Süden und Haekto, Manikin und Kuaken im Norden. Der Verwaltungssitz befindet sich in Haekto.  Das Territorium liegt in einer Meereshöhe zwischen 200 m und 300 m. Das Klima teilt sich, wie sonst auch auf Timor, in eine Regen- und eine Trockenzeit.

## Flora
Im Distrikt finden sich Vorkommen von Lontarpalmen, Bambus, Kokospalmen, Teak, Mahagoni und Lamtoro.

## Einwohner
2017 lebten in Ostnoimuti 4.147 Einwohner. Davon waren 2.128 Männer und 2.019 Frauen. Die Bevölkerungsdichte lag bei 74 Personen pro Quadratkilometer. 3.496 Personen bekannten sich zum katholischen Glauben und 651 waren Protestanten. Im Distrikt gibt es sechs katholische und eine protestantische Kirche.

## Wirtschaft, Infrastruktur und Verkehr
Die meisten Einwohner des Distrikts leben von der Landwirtschaft. Als Haustiere werden Rinder (2.115), Pferde (9), Schweine (1.645), Ziegen (605) und Hühner (3.965) gehalten. Auf 200 Hektar wird Mais angebaut, auf 798 Hektar Reis, auf 87 Hektar Maniok und auf zwei Hektar Erdnüsse.
In Ostnoimuti gibt es sechs Grundschulen, eine Mittelschulen und eine weiterführende Schule. Zur medizinischen Versorgung stehen ein kommunales Gesundheitszentrum (Puskesmas), zwei medizinische Versorgungszentren (Puskesmas Pembantu) und zwei Hebammenzentren (Polindes) zur Verfügung.
Neun Kilometer Straßen sind asphaltiert. Mit Kies sind zehn Kilometer Straßen bedeckt. Einfache Lehmpisten im Distrikt haben eine Länge von 49 Kilometer. Der öffentliche Verkehr wird betrieben durch fünf Kleinbusse, acht Pick Ups, fünf Lastwagen, zwei Busse, 48 Motorrädern und ein anderes Fahrzeug.